# Бернхард, Сандра
Сандра Бернхард (англ. Sandra Bernhard; род. 6 июня 1955) — американская актриса, комедиантка, певица и писательница, которая достигла известности в конце 1970-х благодаря критическому высмеиванию знаменитостей и политиков в своих пародиях. В 2005 году Comedy Central включил Бернхард в список «Ста величайших стенд-ап комедиантов всех времен».

## Ранние годы
Сандра Бернхард родилась во Флинте, штат Мичиган, в еврейской семье. У неё есть три старших брата. Когда ей было 10, она переехала с семьей в Скоттсдейл, штат Аризона. В возрасте 19 лет она переехала в Лос-Анджелес и работала маникюршей в салоне красоты.

## Карьера
Бернхард добилась первой известности после выступления в клубе The Comedy Store. После выступлений в нескольких телешоу, в 1982 году она дебютировала в кино, снявшись в фильме Мартина Скорсезе «Король комедии», который принес ей премию Национального общества кинокритиков США за лучшую женскую роль второго плана. Она продолжала вести активную деятельность, а в конце восьмидесятых привлекла внимание общественности слухами о том, что у неё роман с Мадонной. Слухи об их романе обострились когда она появилась в фильме Мадонны «В постели с Мадонной».
Бернхард снялась в популярном ситкоме «Розанна» в период между 1991—1997 годами. В сентябре 1992 года Бернхард появилась на обложке журнала Playboy. В тот период она появилась в таких фильмах как «Гудзонский ястреб», «Записки Манки Зеттерлэнда», «Гори, Голливуд, гори», «Без вины виноватый», «Я проснулся рано в день моей смерти» и «100 проблем и девушка». В последние годы она была приглашенной звездой в нескольких телешоу, таких как «Закон и порядок: Специальный корпус», «Секс в другом городе», «Новые приключения старой Кристин», «Красотки в Кливленде», «Уилл и Грейс» и «Американская история ужасов», а также сыграла эпизодическую роль Дарлин Бойл-Линетти в сериале «Бруклин 9-9».

## Личная жизнь
Бернхард — открытая бисексуалка. У неё есть дочь — Сисели Ясин Бернхард (род. 4 июля 1998).

## Дискография

### Альбомы
- I’m Your Woman
- Without You I’m Nothing
- Excuses for Bad Behavior (Part One)
- I’m Still Here… Damn It!
- The Love Machine
- Hero Worship
- Excuses for Bad Behavior (Part Two)
- The Love Machine Remastered (entirely different than The Love Machine)
- Giving Til It Hurts
- Gems of Mystery
- Everything Bad & Beautiful
- Whatever It Takes
- I Love Being Me, Don’t you?

### Синглы
- «Everybody’s Young»
- «You Make Me Feel (Mighty Real)» (#13 U.S. Billboard Hot Dance Club Play)
- «Manic Superstar»
- «Phone Sex (Do You Want Me Tonight?)»
- «On the Runway» (#39 U.S. Billboard Hot Dance Club Play)
- «Perfection»
- «Miracle of Lights»
- «All Around»

## Избранная фильмография
| Год  |   | Русское название   | Оригинальное название | Роль |
| ---- | - | ------------------ | --------------------- | ---- |
| 2015 | с | Две девицы на мели | 2 Broke Girls         | Джо  |